# テイン
株式会社テイン（英語表記:TEIN, INC.）は、神奈川県横浜市に本社を置く乗用自動車及びモータースポーツ用自動車のサスペンション製造販売会社。

## 会社概要

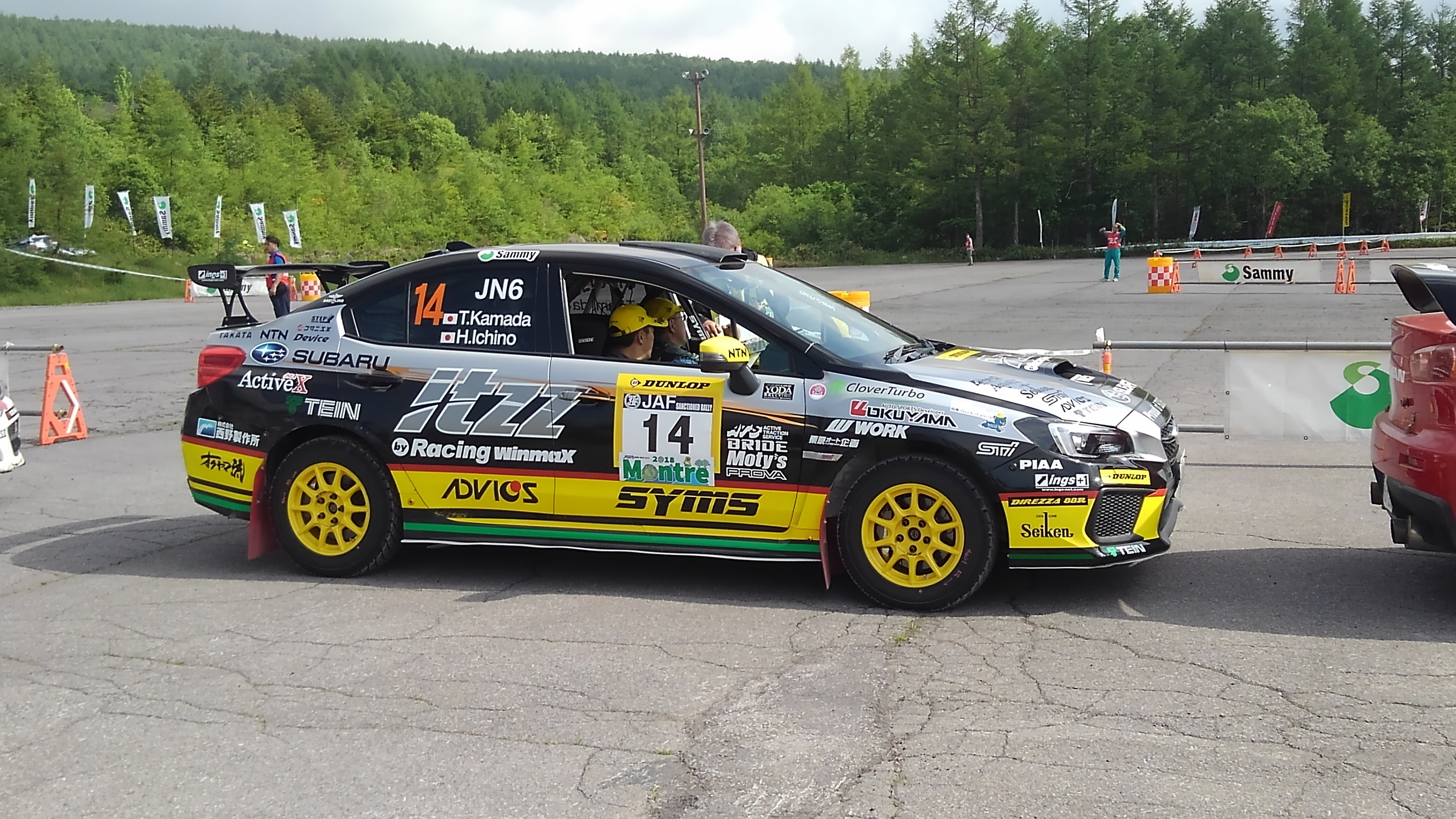
全日本ラリー選手権にて、市野諮がコ・ドライバーを務めたスバル・WRX STI

テインの社名の由来は、最新の技術で最高の製品をリリースしていくというポリシーから、TECHNICAL INNOVATION（テクニカル・イノベーション／技術革新）のそれぞれの頭2文字を組み合わせ、『TEIN』と命名されている。
設立は1985年2月。設立当初は完全受注で自動車用ショックアブソーバーを製作していたが、1990年からはテインオリジナルブランドで製品の製造・販売を開始。1995年に一般車でもサスペンションを自由に交換できるよう規制緩和が行なわれると需要が一挙に高まり、アフターパーツメーカーを代表する企業へと成長した。2002年にはISO 9001の認証を全事業所で取得し、またJASDAQ上場も果たしている。その後、TEIN U.S.A., INC.(アメリカ)、TEIN UK LIMITED(イギリス)、天御遠東国際貿易(北京)有限公司(中国)、天御減振器制造(江蘇)有限公司(中国)、TEIN Sales (Thailand) Co., Ltd.(タイ)などを設立し、海外にも積極的に進出している。
代表取締役社長の市野諮と専務取締役の藤本吉郎は、ともにラリー最高峰の世界ラリー選手権（WRC）に出場した経験を持ち、特に藤本は日本人として初めてトヨタ自動車のワークス・チームであるトヨタ・チーム・ヨーロッパ（TTE）のパーマネント・ドライバーに抜擢され、1995年にはサファリラリーで日本人初の総合優勝に輝いているほか、1998年にはアジアパシフィックラリー選手権（APRC）のドライバーズチャンピオンを獲得している。現在でもテインとラリーとの関係は深く、世界各地のナショナルラリー選手権をサポートしている。
プロダクションカー世界ラリー選手権（P-WRC）には充実したサポート体制を敷き、2008年最終戦では優勝を飾り、GRB型インプレッサの初優勝ともなった。その後は2010年、2011年と連続してシリーズ2位を獲得するという好成績を収めた。その他にもフィンランドラリー選手権では2008年から2011年まで4年連続でシリーズ優勝を獲得、2010年にはイギリスラリー選手権、ノルウェーラリー選手権でもシリーズ優勝を獲得している。2013年にはヨーロピアンラリー選手権（ERC）、フィンランドラリー選手権、ADACラリーマスターズ（ドイツ国内ラリー選手権）、ロシアラリー選手権の4選手権でシリーズ優勝を獲得し、4冠の快挙を達成した。また日本国内のモータースポーツでは、FD2型シビックワンメイクレースの初年度に、西、東、インターの全シリーズ優勝を獲得するなど、世界各地でモータースポーツでの活躍は著しい。現在でも全日本ラリー選手権や全日本ダートトライアル選手権、タイランドスーパーシリーズ、中国ラリー選手権、中国ツーリングカー選手権、世界ラリークロス選手権(WRX)などを中心に活動を行っている。代表取締役社長の市野諮は、2018年シリーズまで現役で全日本ラリー選手権にコ・ライバーとして参戦を続けた。
また、海外市場への販売拡大のため、2008年2月にTEIN U.S.A.アトランタ営業所（TEIN U.S.A., INC. EAST Branch）を設立、2008年4月に天御香港有限公司（TEIN HONG KONG LIMITED）を設立。また2009年5月には、中華人民共和国北京市に資材調達の調査・調整を目的とする天御遠東国際貿易（北京）有限公司を設立。2013年2月に、中華人民共和国内での営業活動拠点となる子会社、天御遠東国際貿易（北京）有限公司  広州分公司を、広東省広州市に設立。2013年11月に、初の海外生産拠点となる子会社、天御減振器制造（江蘇）有限公司を、中華人民共和国江蘇省宿遷市蘇州宿遷工業園区に設立。2014年、タイにTEIN Sales (Thailand) Co., Ltd. を設立している。
車高調についてはスポーツカーはもちろん、コンパクトカーやミニバン、SUVに至るまであらゆる車種に対応しているが、旧車やマイナーな車種など既存のラインナップに無い場合はワンオフ（特注）にて製作に応じている。2017年からは世界戦略製品である純正形状ショックアブソーバ「EnduraPro/EnduraProPLUS」を発売開始。2023年時点でグローバルで約650車種を展開。生産国や車両形状問わず幅広いラインナップを展開している。

## 沿革
- 1985年 - 株式会社テイン設立。
- 1986年 - ショックアブソーバのOEM生産を開始した。
- 1990年 - テインブランドによる商品展開を開始した。
- 1997年 - ニュービジネス協議会「新市場創造賞」受賞した。
- 2000年 - マスコットキャラクター「ダンパッチ」を設定した。
- 2001年 - 米国に「TEIN U.S.A., INC.」を設立した。
- 2002年 - ISO9001の認証を全事業所で取得。JASDAQ市場に上場した。台湾に「天御股份有限公司」を設立した。室内から減衰力調整を可能にした「EDFC」が、日刊自動車新聞 用品大賞（機能・エクステリア部門賞）を受賞した。
- 2003年 - 本社を横浜市戸塚区に集約し移転した。英国に「TEIN UK LIMITED」を設立した。
- 2006年 - インターナショナルラリーフラッグシップモデル「Gr.N」の販売を開始した。グローバルメッセージとして「For Your Driving Pleasure」を設定。
- 2007年 - 軽カー専用「BASIC-K」が、日刊自動車新聞用品大賞（スポーティングパーツ部門賞）を受賞した。
- 2008年 - 米国アトランタに「TEIN U.S.A.アトランタ営業所」（TEIN U.S.A., INC. EAST Branch）、香港に「天御香港有限公司」（TEIN HONG KONG LIMITED）を設立した。
- 2009年 - 中華人民共和国北京市に「天御遠東国際貿易（北京）有限公司」を設立した。
- 2013年 - 中華人民共和国広州市に「天御遠東国際貿易（北京）有限公司 広州分公司」を設立した。
- 2013年 - 中華人民共和国宿遷市に「天御減振器制造（江蘇）有限公司」を設立した。
- 2014年 - 本社、工場、および横浜営業所を戸塚区上矢部町内へ移転。室内からの減衰力調整に加えて、前後左右Gと速度による自動調整も可能にした「EDFC ACTIVE PRO」が、日刊自動車新聞品大賞（スポーティング部門賞）を受賞した。
- 2015年 - タイに「TEIN Sales (Thailand) Co., Ltd.」を設立した。
- 2017年 - 純正形状ショックアブソーバー「EnduraPro / EnduraProPLUS」の発売を開始した。
- 2022年 - 東京証券取引所スタンダード市場に移行

## 国内拠点
- 本社工場（神奈川県横浜市）
- 仙台営業所（宮城県仙台市）
- 横浜営業所（神奈川県横浜市）
- 大阪営業所（兵庫県伊丹市）

## 海外子会社
- TEIN U.S.A., INC. CA U.S.A.
- TEIN UK LIMITED Milton Keynes United Kingdom
- 天御遠東国際貿易（北京）有限公司
- 天御遠東国際貿易（北京）有限公司 広州分公司
- 天御遠東国際貿易（北京）有限公司 宿遷分公司
- 天御減振器制造（江蘇）有限公司
- TEIN Sales (Thailand) Co., Ltd.
- 宿遷天野貿易有限公司

## マスコットキャラクター

### ダンパッチ
テインの広告やイベントに登場するマスコットキャラクターで、ショックアブソーバがモチーフとなっている。大きな目、緑色の体、背中に別タンクを背負っているのが特徴。2000年に社内公募でデザインが決定され「多くの方に、サスペンション製品やカスタマイズカーの文化に親しんでいただきたい」という想いが込められている。
- 名称 - ダンパッチ (DAMPACHI)
- 性別 - 男
- 生年月日 - 昭和60年3月10日
- 出身地 - 神奈川県横浜市
- 特徴 - 大きな目と緑色の体に背負った4次元別タンク
- 身長 - 不定。頭の部分が上下するため不定。
- 体重 - 不明。負担荷重により変化。
- 好物 - 窒素ガス・高性能オイル。
- 特技 - 背中に背負った4次元別タンクからの不思議な力により、努力している人のサーキット走行のタイムを短縮するといった特技を持っている。この特技によって幸せな気分になった人は多い。
- 出没スポット - サーキットなどのモータースポーツ現場。
- 性格 - 負けず嫌いである。レース等で自分の思い通りの結果が得られないと、4次元別タンクの中の不思議な力を使い、次のレースに向けてコンディションを整える。また、臨機応変に柔軟に物事に対応できる。これも4次元別タンクと頭上の頭のひねり方による。
- 家族構成 - 不明。うわさによると帽子をかぶった父や体の色が違う弟がいるとか…。
- ガールフレンド - ダンパティ

### ダンパティ
ダンパッチのガールフレンド。ピンク色の体でスカートをはいていて、頭には花飾りが付いている。ダンパッチと同じ大きな目には、女の子らしく長いまつ毛がある。ただし、ダンパッチと違い背中に4次元別タンクは背負っていない。